# Kostel svaté Barbory (Šakvice)
Kostel svaté Barbory je římskokatolický chrám v obci Šakvice v okrese Břeclav. Je chráněn jako kulturní památka České republiky.
Kostel je jednolodní orientovaná stavba se čtyřbokou věží v průčelí. Jeho stavba byla zahájena zřejmě během 14. století ve stylu pozdní gotiky (presbytář). Po požáru v roce 1801 byl kompletně rozšířen, změněna byla i fasáda.
Při opravách v březnu 2000 byly objeveny malby a prvky sahající až do 12. století.
Jde o farní kostel farnosti Šakvice.